# Nerocila phaiopleura
Nerocila phaiopleura là một loài chân đều trong họ Cymothoidae. Loài này được Bleeker miêu tả khoa học năm 1857.